# Eupelmus nirupama
Eupelmus nirupama är en stekelart som först beskrevs av T.C. Narendran 1996.  Eupelmus nirupama ingår i släktet Eupelmus och familjen hoppglanssteklar. Inga underarter finns listade i Catalogue of Life.